# Balatonszemes
Balatonszemes je naselje u središnoj zapadnoj Mađarskoj.
Zauzima površinu od 36,02 km četvorna.

## Zemljopisni položaj
Nalazi se na 46° 48' 25" sjeverne zemljopisne širine i 17° 46' 48" istočne zemljopisne dužine, na južnoj obali Blatnog jezera.
Tik jugozapadno je Balatonlelle i ribnjak, a tik sjeverozapadno je Balatonőszöd. 3 km istočno i jugoistočno je Szólád, a 3 km južno-jugoistočno je Teleki.

## Upravna organizacija
Upravno pripada Balatonföldvárskoj mikroregiji u Šomođskoj županiji. Poštanski broj je 8636.

## Promet
Južno prolazi državna autocestovna prometnica M7 (europska prometnica E71). Kroz naselje prolazi državna cestovna prometnica br. 7, a od jugozapadnog ruba se pruža državna cestovna prometnica br. 67. Kroz naselje prolazi željeznička pruga Budimpešta-Stolni Biograd-Velika Kaniža. U mjestu je željeznička postaja.

## Stanovništvo
Balatonszemes ima 1694 stanovnika (2001.). Skoro svi su Mađari, a u mjestu živi nešto 14 Hrvata, 12 Nijemaca te ostalih.

## Poznate osobe
- Ferenc Szőllősy (1897. – 1977.)
- Károly Reich (1922. – 1988.)
- Zoltán Latinovits (1931. – 1976.)
- Pál Angyal (1873. – 1949.)

## Vanjske poveznice
- (mađ.) Zračne slike
- (mađ.) Most u Balatonszemesu